# Condado de Bradford (Pensilvânia)
O Condado de Bradford é um dos 67 condados do Estado americano da Pensilvânia. A sede do condado é Towanda, e sua maior cidade é Towanda. O condado possui uma área de 3 007 km²(dos quais 27 km² estão cobertos por água), uma população de 62 761 habitantes, e uma densidade populacional de 21 hab/km² (segundo o censo nacional de 2000). O condado foi fundado em 21 de fevereiro de 1810.